# Christian Mali

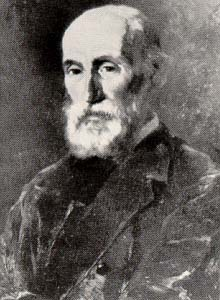
Christian Mali door Anton Braith

Christiaan Frederik of Christian Friedrich Mali (Darthuizen, 6 oktober 1832- München, 1 oktober 1906) was een Duitse schilder. Tevens was hij professor te München. Hij was een jongere broer van de schilder Johannes Cornelis Jacobus Mali (of Jan Mali).
Mali werd geboren als zoon van Pieter Hendrik Mali, burgemeester van Darthuizen, en Christina Frederika Locklin. Hij was de jongste telg uit een gezin met tien kinderen, van wie een groot deel kunstenaarstalent bezat. Een zus van hem was getrouwd met de Nederlandse schilder Peter Francis Peters. Nadat zijn vader in maart 1833 op 52-jarige leeftijd overleed, verhuisde het gezin Mali naar Württemberg, waar Mali's moeder vandaan kwam. In Stuttgart was Mali tot 1858 als houtgraveur werkzaam. Hierna verhuisde naar München, waar zijn broer Jan woonde. In 1860 raakte Mali hier bevriend met Anton Braith. Mali werd landschapsschilder, maar leerde ook in verband met een reis naar Italië ook architectuur te schilderen. Uit die tijd stammen zijn Abend in Verona (Neue Pinakothek, München), Partie aus Venedig en het Kloster Maulbronn, een schilderij van de Abdij van Maulbronn.
In 1865 verhuisde Mali naar Düsseldorf en vandaaruit naar Parijs, alwaar hij zich onder invloed van het werk van Constant Troyon richtte op het schilderen van dieren, en in het bijzonder van schapen.
Op 14 april 1905 werd Mali het ereburgerschap van de stad Biberach an der Riß verleend. Na zijn dood werd hij op zijn eigen wens naar Biberach vervoerd en naast zijn vriend Anton Braith op het katholieke kerkhof begraven. Zijn nalatenschap, bestaande uit diverse kunstwerken, zijn atelier en 60.000 mark, kwam ten goede aan de stad Biberach. De ruim uitgeruste atelierruimtes uit München van Anton Braith en Christian Mali zijn tegenwoordig te zien in het Braith-Mali-Museum in Biberach an der Riß.

## Afbeeldingen

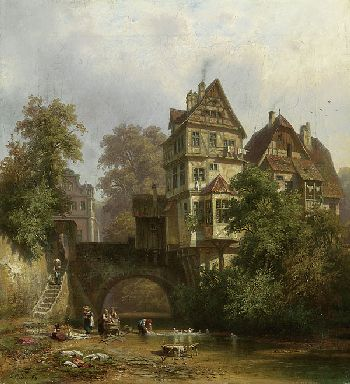
Esslingen am Neckar (1861)
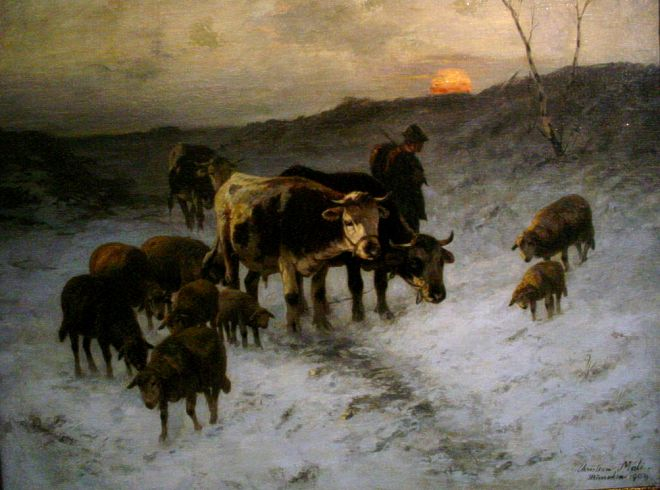
Winteravond na de veemarkt (1904)
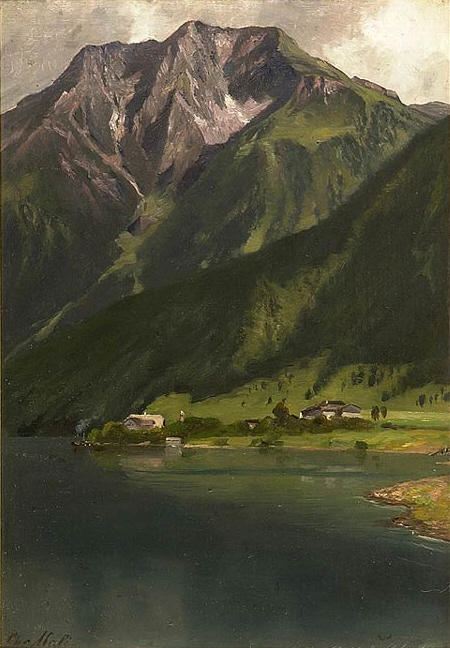
Achensee
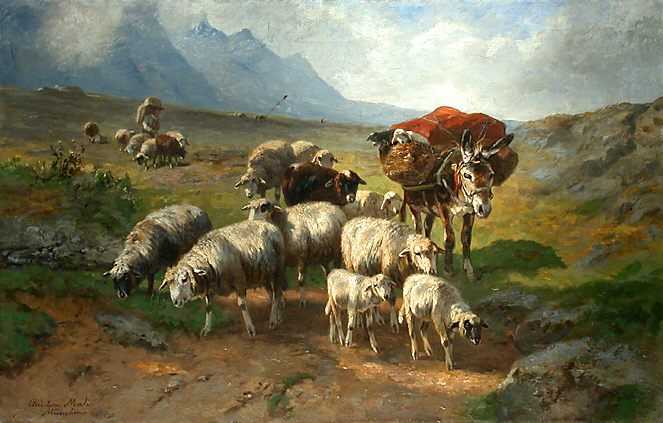
Schaapsherder met ezel en schapen op een hoogvlakte

- Bibliothèque nationale de France: cb12231516d (data)
- Stuttgart Database of Scientific Illustrators 1450–1950: 5981
- Gemeinsame Normdatei: 118576720
- International Standard Name Identifier: 0000 0000 6676 7803
- Library of Congress Control Number: n83210157
- RKD-Nederlands Instituut voor Kunstgeschiedenis: 52163
- Système universitaire de documentation: 031015530
- Union List of Artist Names: 500014809
- Virtual International Authority File: 40170617
- WorldCat: E39PBJbxCC9FFbCgTWW7pq3fbd